# Skadden, Arps, Slate, Meagher & Flom
Skadden, Arps, Slate, Meagher & Flom (kurz Skadden) ist eine US-amerikanische Anwaltskanzlei mit Sitz in New York City. Mit über 1.700 Berufsträgern in 22 Büros und einem Umsatz von mehr als 2,6 Milliarden US-Dollar im Jahre 2018 gehört sie zu den umsatzstärksten Wirtschaftsrechtsberatern weltweit. Im deutschsprachigen Raum ist Skadden in Frankfurt am Main seit 1990 sowie seit 2004 auch in München vertreten.

## Geschichte
Skadden wurde 1948 von Marshall Skadden, Les Arps und John Slate begründet, um nach eigenen Angaben ein Gegenbild zu den etablierten "White Shoe"-Kanzleien in New York City darzustellen. Joe Flom wurde als erster Mitarbeiter der Kanzlei später in diesem Jahr eingestellt, und der Prozessanwalt Bill Meagher, der fünfte Partner, dessen Namen den Briefkopf in heutiger Form komplettiert, trat 1959 bei.
Nach langsamem Wachstum gab ab 1950 die Bereitschaft, vermehrt sogenannte „unfreundliche“, feindliche Übernahmen zu begleiten – was mithin im Wirtschaftsrecht noch nicht in heutiger Aggressivität praktiziert wurde – der Sozietät bedeutende Wachstumsimpulse. In den 1980er Jahren wuchs Skadden zudem durch die Eröffnung von Büros in verschiedenen Ländern außerhalb Nordamerikas.
Waren zuvor nebst dem Fusions- und Übernahmengeschäft (M&A) bereits die Gebiete der Prozessführung, des Kartell- und des Steuerrechts abgedeckt, deckt Skadden heute  auch Felder wie Restrukturierung, Finanzen, Immobilien, Massenvergehen und Wertpapierprozesse ab.
Anfang 2019 einigte sich Skadden in einem Vergleich mit dem US-Justizministerium auf eine Geldstrafe in Höhe von 4,6 Millionen Dollar, weil die Kanzlei sich nicht nach dem Foreign Agent Registration Act registriert hatte, als es Paul Manafort, den Kampagnen-Vorsitzenden des US-Präsidenten Donald Trump, sowie die ukrainischen Regierung beriet. Seit Frühjahr 2019 wird Skadden vom Southern District of New York (SNDY) wegen möglicher Lobbyverstöße im Zusammenhang dieser sogenannten Ukraine-Affaire untersucht.

## Büros
Skadden unterhält insgesamt 22 Büros in folgenden Regionen:
- Amerika: Boston, Chicago, Houston, Los Angeles, New York, Palo Alto, Sao Paulo, Toronto, Washington, D.C. und Wilmington,
- Asien: Peking, Hongkong, Seoul, Shanghai, Singapur und Tokio,
- Europa: Brüssel, Frankfurt am Main, London, Moskau, München und Paris.

## Popkultur
Skadden wurde auch in einer Episode von "Suits" (Staffel 3, Episode 6) erwähnt, als Donna sich entscheidet, in welcher Anwaltskanzlei sie arbeiten soll. Sie sagt: "Ich entscheide mich zwischen Bratton Gould, Skadden Arps und O’Melveny & Myers.